# Neoclinus monogrammus
Neoclinus monogrammus är en fiskart som beskrevs av Murase, Aizawa och Sunobe 2010. Neoclinus monogrammus ingår i släktet Neoclinus och familjen Chaenopsidae. Inga underarter finns listade i Catalogue of Life.